# Franz Anton von Neveu
Franz Anton von Neveu (* 3. April 1781 in Offenburg; † 20. Februar 1837 ebenda) war ein deutscher Oberforstmeister und Gutsbesitzer.

## Leben
Die Vorfahren des Freiherrn Franz Anton von Neveu stammten aus Frankreich und waren schon seit mehreren Jahrhunderten in Süddeutschland ansässig. Sie gehörten bis zur Auflösung des deutschen Reiches der unmittelbaren freien Reichsritterschaft der Landvogtei Ortenau Vorderösterreichs an.
Franz Anton von Neveu wurde als ältester Sohn des Freiherrn Franz Konrad von Neveu (* 10. Januar 1752 auf Schloss Birseck; † 23. Oktober 1798 in München), Kammerherr und Besitzer, obwohl jüngster von vier Brüdern, der Güter sowohl im Breisgau als auch in der Ortenau, und dessen Ehefrau Maria Elisabeth Augusta (* 2. August 1760 in Mannheim; † 29. September 1836 in Offenburg), Tochter des kurpfälzischen Geheimen Rates, Freiherr Karl Christian von Eberstein (1724–1795), geboren.
Seine Geschwister waren:
- Joseph Wilhelm von Neveu (* 21. Juni 1782; † 26. Februar 1819 in Rio de Janeiro), österreichischer Gesandter in Brasilien;
- Marie Luise Sophie von Neveu (* 14. März 1786 in Bruchsal; † 9. Oktober 1850 in Hecklingen), verheiratet mit dem Hofgerichtsrat Graf Peter Goëricus von Hennin (* 20. Februar 1775 in Hecklingen; † 3. März 1852 ebenda).

Franz Anton von Neveu erhielt seinen ersten Unterricht durch Hauslehrer im Elternhaus. 1792 wurde er als Edelknabe des Kurfürsten von Mainz Friedrich Karl Joseph von Erthal aufgenommen und erhielt dort sowohl seine Erziehung als auch seine wissenschaftliche Bildung; als Edelknabe wohnte er der Krönung des letzten deutschen Kaisers Franz II. bei.
Aufgrund der französischen Revolution kehrte er in das Elternhaus zurück und reiste mit seiner Familie nach Mannheim, Konstanz und München, auch während dieser Zeit erhielt er, gemeinsam mit seinem Bruder, Privatunterricht durch Hauslehrer.
1798 besuchte er das Lyzeum in München und die neu gegründete Forstschule. Aufgrund des Todes seines Vaters zog seine Mutter im Sommer 1799 nach Heidelberg zu ihrem Bruder. Dort widmete er sich nun dem Studium der Forstwissenschaft. 1800 erhielt er seine theoretische und praktische Ausbildung in dem Forstinstitut des Oberforstmeister Freiherr Friedrich Heinrich Drais von Sauerbronn, in Pforzheim.
1802 wurde Franz Anton von Neveu das Forstamt Offenburg provisorisch anvertraut. 1807 erhielt er von der großherzoglich badischen Regierung das Forstamt Waldkirch provisorisch übertragen, aber zum Ende des Jahres wurde er zum großherzoglich-badischen Forstmeister in Offenburg und zum Kammerjunker ernannt. Er verwaltete das dortige Forstamt bis zu seinem Tod. 1808 folgte die Ernennung zum Kammerherrn und 1833 wurde er zum Oberforstmeister befördert.
Am 25. Juli 1828 erwarb Franz Anton von Neveu für 30.000 Gulden das Hof- und Rebgut in der Gemarkung Durbach, im Hespengrund liegend, das auch heute noch in der sechsten Generation betrieben wird.
Am 6. Februar 1809 heiratete er in Mannheim Freiin Maria Franziska Josephe (* 9. Mai 1791 in Porrentruy in der Schweiz; † 14. Februar 1844 in Offenburg), Tochter des großherzoglichen badischen Landvogtes von Mahlberg Freiherr Adam Xaver von Roggenbach. Gemeinsam hatten sie zwei Söhne und vier Töchter:
- Marie von Neveu (* 26. November 1809; † 16. November 1887 in Karlsruhe), verheiratet mit dem Freiherrn Carl von Neubronn-Eisenburg (1807–1885), großherzoglicher badischer Kammerjunker und Amtmann zu Kork;
- Franz Joseph Adolph Karl von Neveu (* 23. Oktober 1812 in Offenburg; † 23. April 1873 ebenda), Besitzer des väterlichen Majorats und badischer Kammerherr, verheiratet mit Mathilde, geb. Freiin von Schauenburg zu Herrlisheim (* 18. Oktober 1818 in Herrlisheim; † 13. März 1903 in Offenburg);
- Maria Franziska Josephine Auguste von Neveu (* 13. Juni 1814 in Offenburg; † 5. April 1853 ebenda), verheiratet mit dem Freiherrn Emil Böcklin von Böcklinsau (1807–1872), großherzoglicher badischer Kammerjunker und Bezirksförster zu Offenburg;
- Balbine von Neveu (* 31. Mai 1816; † 2. März 1868 in Karlsruhe); verheiratet mit Freiherr Rudolf Otto von Berckheim (1805–1863);
- Maria Adelheid Henrika von Neveu (* 18. Januar 1818 in Offenburg; † 19. Juni 1889 in Bühl), verheiratet mit dem Freiherrn Wilhelm Franz Fidel Rink von Baldenstein (1805–1867), Generalmajor;
- Franz Anton Joseph von Neveu (* 2. August 1820; † 21. Januar 1880 in Biengen), Grundherr zu Dietenbach und Rain, verheiratet mit Luise Caroline (1829–1903), eine Tochter des Friedrich von Wangen zu Geroldseck, Generalmajor.

Franz Anton von Neveu war Grundherr in Windschläg, Zastler, Dietenbach und Rain bei Freiburg und der Neffe und Universalerbe des Fürstbischofs von Basel Franz Xaver von Neveu.

## Landtag
Franz Anton von Neveu war Mitglied der 1. Kammer auf den badischen Landtagen von 1825–1828, 1831–1833 und 1835; die Wahl zum Deputierten als Vertreter des grundherrlichen Adels erfolgte teils durch den Großherzog und teils durch die Grundherren.

## Ehrungen
1820 wurde Franz Anton von Neveu zum Ritter des Zähringer Löwenordens ernannt.
Weil er in einem seit mehreren Jahrhunderten andauernden Rechtsstreit zwischen der Stadt Offenburg und einer benachbarten Gemeinde wegen eines bedeutenden Waldgebietes zu einer Lösung kam, erteilte ihm die Stadt Offenburg 1836 das Ehrenbürgerrecht.
Zu Ehren der Familie wurde durch die französische Besatzungsbehörde 1945 die Adolf-Hitler-Straße in Windschläg in Freiherr-von-Neveu-Straße umbenannt.